# Jwaneng Galaxy FC
Jwaneng Galaxy Football Club w skrócie Jwaneng Galaxy FC – botswański klub piłkarski grający w pierwszej lidze botswańskiej, mający siedzibę w mieście Jwaneng.

## Sukcesy
- I liga[1]:
  - mistrzostwo (3): 2020, 2023, 2024
  - wicemistrzostwo (3): 2017, 2018, 2019

- Mascom Top 8 Cup[2]:
  - zwycięstwo (2):  2017, 2019

## Występy w afrykańskich pucharach
| Sezon     | Rozgrywki           | Runda    | Kraj                         | Klub                      | Dom | Wyjazd | Dwumecz |
| --------- | ------------------- | -------- | ---------------------------- | ------------------------- | --- | ------ | ------- |
| 2018      | Puchar Konfederacji | wstępna  | Mozambik                     | CD Costa do Sol           | 0–1 | 0–1    | 0–2     |
| 2019/2020 | Puchar Konfederacji | wstępna  | Mauritius                    | Roche-Bois Bolton City YC | 1–0 | 1–3    | 2–3     |
| 2020/2021 | Liga Mistrzów       | wstępna  | Komory                       | US Zilimadjou             | 4–0 | 1–1    | 5–1     |
| 2020/2021 | Liga Mistrzów       | 1        | Południowa Afryka            | Mamelodi Sundowns FC      | 0–2 | 1–3    | 1–5     |
| 2020/2021 | Puchar Konfederacji | play-off | Południowa Afryka            | Orlando Pirates           | 0–3 | 0–1    | 0–4     |
| 2021/2022 | Liga Mistrzów       | 1        | Republika Środkowoafrykańska | DFC 8ème Arrondissement   | 2–0 | 0–1    | 2–1     |
| 2021/2022 | Liga Mistrzów       | 2        | Tanzania                     | Simba SC                  | 0–2 | 3–1    | 3–3     |
| 2021/2022 | Liga Mistrzów       | gr. C    | Tunezja                      | Espérance Tunis           | 0–3 | 0–4    | 0–7     |
| 2021/2022 | Liga Mistrzów       | gr. C    | Tunezja                      | Étoile Sportive du Sahel  | 1–1 | 2–3    | 3–4     |
| 2021/2022 | Liga Mistrzów       | gr. C    | Algieria                     | CR Belouizdad             | 1–2 | 1–4    | 2–6     |

## Stadion
Domowe mecze klub rozgrywa na stadionie o nazwie Galaxy Stadium w Jwaneng, który może pomieścić 2000 widzów.

## Reprezentanci kraju grający w klubie
Stan na kwiecień 2023.
| - Gilbert Baruti - Doctor David - Lebogang Ditsele - Gape Gaogangwe - Thato Kebue - Kenanao Kgetholetsile - Sekhana Koko - Thabo Leinanyane - Pako Lekgari - Boitumelo Mafoko - Thebe Maiketso - Oabile Makopo - Kitso Mangolo - Lemogang Maswena - Gape Mohutsiwa - Kagiso Gofaone Molapi - Ezekiel Morake - Moreetsi Mosimanyana | - Gift Moyo - Kutlwelo Mpolokang - Mmusa Ohilwe - Karabo Phiri - Moagi Sechele - Tebogo Sembowa - Gaopatwe Seosenyeng - Thabang Sesinyi - Thero Setsile - Tebogo Sosome - Resaobaka Thatanyane - Fortunate Thulare - Marcell Papama - Wendell Rudath - Alfred Leku - Terrance Mandaza - Nqobizitha Masuku |